# Ruby (Fernsehserie)
Ruby ist eine deutsche Sitcom mit Anna Böger in der titelgebenden Hauptrolle.

## Handlung
Die Sitcom handelt von der FineFinanz-Bankangestellten Rubina (Anna Böger), die von allen nur Ruby genannt wird, und ihrem Alltag in der deutschen Kleinstadt Winderhausen. Rubys Mutter Alexa sehnlichster Wunsch ist, dass die eigene Tochter so schnell wie möglich heiratet. Eines Tages kehrt Rubys ehemaliger Schulfreund David von seiner Weltreise zurück und eröffnet in der Stadt ein eigenes Bistro. Schnell wird klar, dass Ruby und David für einander Gefühle hatten und haben, sich aber über diese selbst noch im Unklaren sind.

## Produktion
Die Serie wurde für ZDFneo produziert und ist eine Adaption der britischen Serie „Miranda“, von und mit Miranda Hart.  Als Produktionsunternehmen fungierten BBC Studios Germany und Studio Zentral. Die Dreharbeiten fanden zwischen dem 25. Juli 2021 und 8. September 2021 in Köln statt. Regie führte Natascha Beller, das Drehbuch schrieb Giulia Becker. Die Serie wird nach der ersten Staffel nicht fortgeführt.

## Besetzung

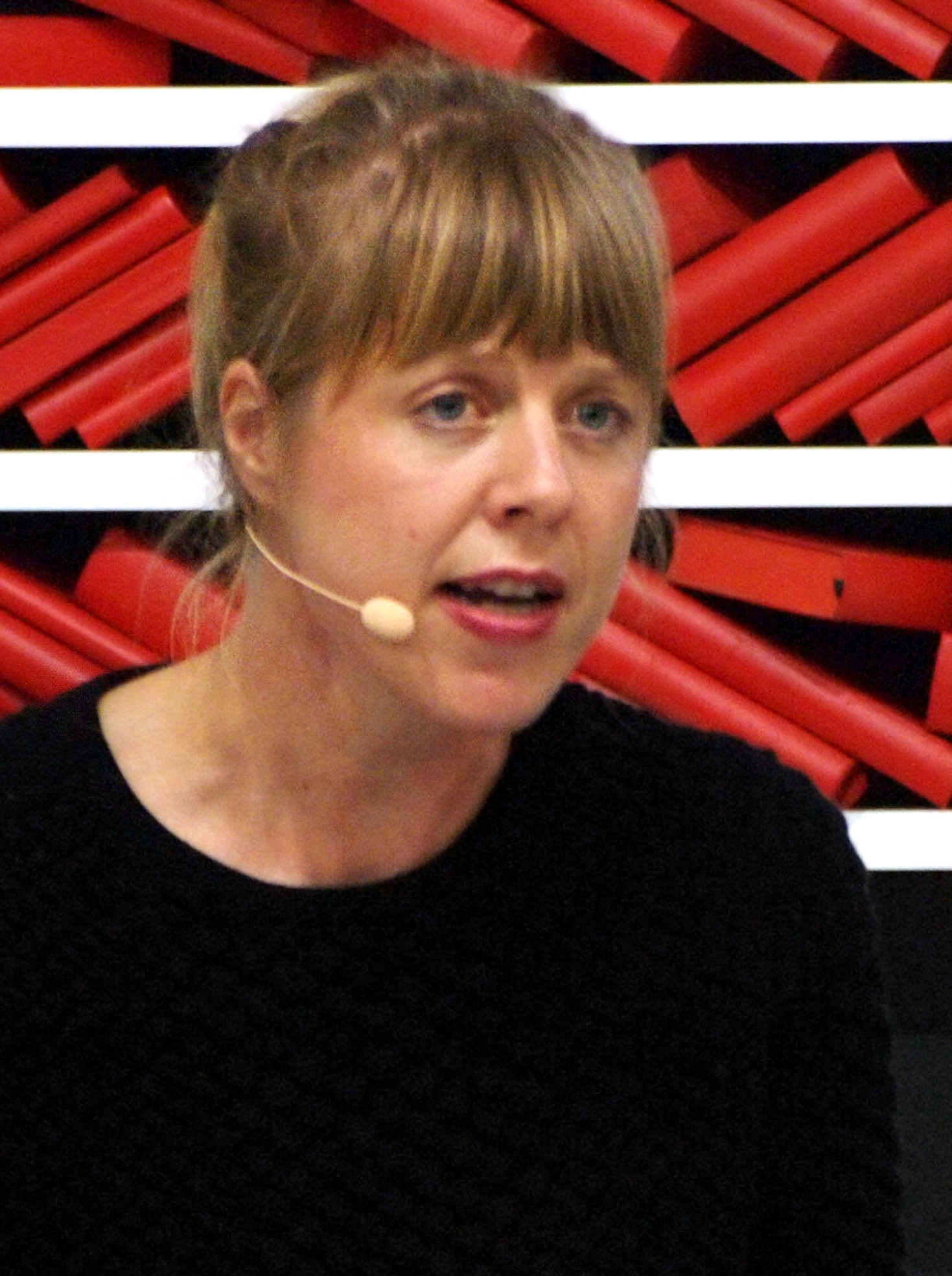
Hauptdarstellerin Anna Böger im Jahr 2014

| Schauspieler  | Rolle                          | Bemerkungen                                |
| ------------- | ------------------------------ | ------------------------------------------ |
| Anna Böger    | Rubina Augusta „Ruby“ Gerhardt | Bankangestellte                            |
| Rosina Kaleab | Simone Tews                    | Immobilienmaklerin Beste Freundin von Ruby |
| Camill Jammal | David Kadric                   | Koch Schulfreund von Ruby                  |
| Irene Rindje  | Alexa Heberling-Gerhardt       | Mutter von Ruby                            |
| Sogol Faghani | Gilda Davani                   | Bankangestellte Kollegin von Ruby          |
| Kübra Sekin   | Petra Witek                    | Werttransportfahrerin                      |
| Andreas Berg  | Herr B. Becker                 | Chef von Ruby                              |

## Ausstrahlung
Erstmalig wurde die Serie ab dem 2. September 2022 in der ZDFmediathek zur Verfügung gestellt, während ZDFneo ab dem 13. September 2022 die Episoden in Erstausstrahlung im linearen Fernsehen zeigte. Die ersten beiden Episoden erreichten 420.000 bzw. 230.000 Zuschauer, der Marktanteil lag bei 1,8 bzw. 1,1 Prozent. Das Serienfinale, das am 4. Oktober 2022 zum ersten Mal gezeigt wurde, wurde von 130.000 Zuschauern verfolgt. Der Marktanteil beim Gesamtpublikum lag bei 0,6 Prozent, während in der Zielgruppe der 14- bis 49-Jährigen 0,4 Prozent erzielt wurden. Die direkt zuvor ausgestrahlte Episode 7 erreichte 350.000 Zuschauer.

## Episodenliste

### Staffel 1
| Nr. (ges.) | Nr. (St.) | Originaltitel    | Zusammenfassung | Erstausstrahlung D | Zuschauer |
| ---------- | --------- | ---------------- | --------------- | ------------------ | --------- |
| 1          | 1         | Kirmes           | –               | 13. Sep. 2022      | 420.000   |
| 2          | 2         | Beförderung      | –               | 13. Sep. 2022      | 230.000   |
| 3          | 3         | Rutsche          | –               | 20. Sep. 2022      |           |
| 4          | 4         | Business         | –               | 20. Sep. 2022      |           |
| 5          | 5         | Bankzwischenfall | –               | 27. Sep. 2022      |           |
| 6          | 6         | Klassentreffen   | –               | 27. Sep. 2022      |           |
| 7          | 7         | Abschied         | –               | 4. Okt. 2022       | 350.000   |
| 8          | 8         | Wiedersehen      | –               | 4. Okt. 2022       | 130.000   |

## Trivia
In der Episode Abschied ist Charakter Gilda zu sehen, wie sie auf ihrem Smartphone eine Episode der britischen Sitcom Miranda, auf der Ruby basiert, streamt.